# نيوكاسل أبون تاين الوسطى (دائرة انتخابية في المملكة المتحدة)
نيوكاسل أبون تاين الوسطى (بالإنجليزية: Newcastle upon Tyne Central)‏ هي إحدى الدوائر الانتخابية في المملكة المتحدة الممثلة في مجلس العموم في برلمان المملكة المتحدة.
عضو البرلمان الذي يمثلها حالياً هو :Jim Cousins (Lab).